# Архитектура данных
Архитектура данных — в области информационных технологий архитектура данных состоит из моделей, политик, правил или стандартов, которые определяют, какие данные собираются, и как они хранятся, размещаются, интегрируются и используются для использования в системах данных и в организациях. Данные обычно являются одним из нескольких доменов архитектуры, которые составляют основу архитектуры предприятия или архитектуры решения.

## Обзор
Архитектура данных должна устанавливать стандарты данных для всех своих систем данных как видение или модель возможных взаимодействий между этими системами данных. Например, интеграция данных должна зависеть от стандартов архитектуры данных, поскольку для интеграции данных требуется взаимодействие данных между двумя или более системами данных. Архитектура данных, в частности, описывает структуры данных, используемые бизнесом и его программным обеспечением для компьютерных приложений. Архитектуры данных адресуют данные в хранилище и данные в движении; описания хранилищ данных, групп данных и элементов данных; и сопоставления данных артефактов данных с качествами данных, приложениями, местоположениями и т. д.
Для реализации целевого состояния Data Architecture описывает, как данные обрабатываются, хранятся и используются в информационной системе. Он обеспечивает критерии для операций обработки данных, чтобы обеспечить возможность создания потоков данных, а также управлять потоком данных в системе.
Архитектор данных, как правило, отвечает за определение целевого состояния, согласование во время разработки и последующее наблюдение за тем, чтобы улучшения выполнялись в духе оригинального проекта.
Во время определения целевого состояния архитектура данных разбивает объект на атомный уровень, а затем создает его обратно в желаемую форму. Архитектор данных разбивает субъект вниз, пройдя 3 традиционных архитектурных процесса:
- Концептуальный — представляет все бизнес-единицы.
- Логический — представляет собой логику того, как связаны сущности.
- Физический — реализация механизмов данных для определенного типа функциональности.

Столбец «данных» Zachman Framework для архитектуры предприятия -
| Уровень | Вид                                   | Информация                                                         | Посредник    |
| 1       | Объем/Контекст                        | Перечень вещей и архитектурных стандартов, важных для бизнеса      | Планировщик  |
| 2       | Бизнес-модель/Концепт                 | Семантчиеская модель Модель отношения сущностей/Модель предприятия | Создатель    |
| 3       | Системная модель/Связь                | Предприятие/Логическая модель                                      | Дизайнер     |
| 4       | Технологическая модель/Материализация | Физическая модель                                                  | Подрядчик    |
| 5       | Подробные представления               | Актуальность База данных                                           | Субподрядчик |

В этом втором, более широком смысле, архитектура данных включает в себя полный анализ взаимосвязей между функциями организации, доступными технологиями и типами данных.
Архитектура данных должна быть определена на этапе планирования проекта новой системы обработки и хранения данных. Основные типы и источники данных, необходимых для поддержки предприятия, должны быть идентифицированы таким образом, чтобы они были полными, последовательными и понятными. Основным требованием на данном этапе является определение всех соответствующих объектов данных, а не указание элементов компьютерного оборудования. Сущность данных — это любая реальная или абстрактная вещь, о которой организация или физическое лицо желает хранить данные.

## Архитектура физических данных
Архитектура физической информации информационной системы является частью технологического плана. Как следует из названия, технологический план ориентирован на реальные материальные элементы, которые будут использоваться при реализации архитектуры данных. Архитектура физических данных охватывает архитектуру базы данных. Архитектура базы данных представляет собой схему фактической технологии баз данных, которая будет поддерживать архитектуру данных проекта.

## Элементы архитектуры данных
Определенные элементы должны быть определены на этапе проектирования схемы архитектуры данных. Например, должна быть описана административная структура, которая будет создана для управления ресурсами данных. Кроме того, должны быть определены методологии, которые будут использоваться для хранения данных. Кроме того, должно быть создано описание используемой технологии базы данных, а также описание процессов, которые будут обрабатывать данные. Также важно разрабатывать интерфейсы для данных другими системами, а также разрабатывать инфраструктуру, которая будет поддерживать общие операции с данными (т. Е. Экстренные процедуры, импорт данных, резервное копирование данных, внешние передачи данных).
Без руководства правильно реализованной архитектуры данных общие операции с данными могут быть реализованы по-разному, что затрудняет понимание и контроль потока данных в таких системах. Такой вид фрагментации крайне нежелателен из-за потенциальной увеличенной стоимости, а также отключение данных. Подобные трудности могут быть связаны с быстро растущими предприятиями, а также с предприятиями, которые обслуживают разные направления деятельности (например, страховые продукты).
Правильно выполненный этап архитектуры данных планирования информационной системы заставляет организацию точно определять и описывать как внутренние, так и внешние информационные потоки. Это шаблоны, которые организация, возможно, ранее не занимала времени для концептуализации. Поэтому на данном этапе возможно выявление дорогостоящих информационных недостатков, разъединение между отделами и разъединение между организационными системами, которые, возможно, не были очевидны перед анализом архитектуры данных.

## Ограничения и влияние
Различные ограничения и влияния будут влиять на дизайн архитектуры данных. К ним относятся требования предприятия, технологические драйверы, экономика, бизнес-политики и потребности в обработке данных.
Требования к предприятию
Они, как правило, включают такие элементы, как экономичное и эффективное расширение системы, приемлемые уровни производительности (особенно скорость доступа к системе), надежность транзакций и прозрачное управление данными. Кроме того, преобразование необработанных данных, таких как записи транзакций и файлов изображений в более полезные информационные формы с использованием таких функций, как хранилища данных, также является общим организационным требованием, поскольку это позволяет принимать управленческие решения и другие организационные процессы. Одним из методов архитектуры является разделение между данными транзакций и (основными) справочными данными. Другим является разделение систем сбора данных с системами поиска данных (как это делается в хранилище данных).
Технологические драйверы
Как правило, это предлагается по завершенной архитектуре данных и архитектуре архитектуры базы данных. Кроме того, некоторые технологические драйверы будут основываться на существующих организационных механизмах интеграции и стандартах, организационной экономике и существующих ресурсах сайта (например, ранее приобретенное лицензирование программного обеспечения). Во многих случаях интеграция нескольких устаревших систем требует использования технологий виртуализации данных.
Экономика
Это также важные факторы, которые необходимо учитывать во время фазы архитектуры данных. Возможно, что некоторые решения, хотя в принципе и оптимальны, могут быть потенциальными кандидатами из-за их стоимости. Внешние факторы, такие как деловой цикл, процентные ставки, рыночные условия и юридические соображения, могут повлиять на решения, имеющие отношение к архитектуре данных.
Бизнес-политика
Бизнес-политики, которые также способствуют проектированию архитектуры данных, включают в себя внутреннюю организационную политику, правила регулирующих органов, профессиональные стандарты и действующие правительственные законы, которые могут варьироваться в зависимости от агентства. Эти политики и правила помогут описать способ, которым предприятие желает обработать свои данные.
Потребности в обработке данных
К ним относятся точные и воспроизводимые транзакции, выполняемые в больших объемах, хранилища данных для поддержки информационных систем управления (и потенциального интеллектуального анализа данных), периодическая периодическая отчетность, специальная отчетность и поддержка различных организационных инициатив по мере необходимости (то есть ежегодные бюджеты, новый продукт развитие).